# Illa Dirk Hartog
L'illa Dirk Hartog (en malgana: Wirruwana) és una illa situada davant la costa d'Austràlia Occidental, dins de l'àrea de la Badia dels Taurons. Té uns 80 quilòmetres de llarg i entre 3 i 15 quilòmetres d'ample i és l'illa més gran i occidental de l'estat d'Austràlia Occidental. Cobreix una superfície d'una 630 km² i es troba aproximadament a 850 km al nord de la ciutat de Perth. L'illa és coneguda amb el nom de Wirruwana pels malgana, el poble nadiu de la zona.
L'illa està format per dunes de sorra cobertes de gramínies, sent el principal punt de nidificació de la tortuga babaua i la tortuga verda de l'estat. Va ser reconeguda com a parc nacional l'any 2009. I L'illa és ara la ubicació d'un important projecte de reconstrucció ambiental anomenat Return to 1616, que ha eliminat tot el bestiar introduït i els animals salvatges, i la reintroducció d'onze espècies natives.

## Història
En un primer moment l'illa rebé el nom d'Eendrachtsland en honor del vaixell VOC Eendracht, comandat pel navegant neerlandès Dirk Hartog, que va anar-hi a parar per primer cop cap al 1616 quan va perdre el rumb mentre navegava per la ruta Brouwer des del Cap de Bona Esperança fins a Batavia a les Índies Orientals Neerlandesesa
El 1697 el capità neerlandès Willem de Vlamingh va desembarcar a l'illa i va descobrir la placa que Dirk Hartog hi va deixar. La va substituir per una de nova que incloïa una còpia de la inscripció de Hartog més un afegit. Es va emportar la placa original a Amsterdam, on encara es conserva al Rijksmuseum.
El 28 de març de 1772, el navegant bretó Louis Aleno de St Aloüarn va desembarcar a l'illa i es va convertir en el primer europeu a prendre'n formalment possessió en nom de Lluís XV de França.
El 1801 l'illa va tornar a rebre la visita d'una expedició francesa dirigida pel capità Emmanuel Hamelin a bord del Naturaliste. Aquesta expedició va trobar la placa de De Vlamingh gairebé enterrada a la sorra i va ordenar que es tornés a erigir en la seva posició original. El 1818 el vaixel Uranie amb l'explorador francès Louis de Freycinet, que havia estat oficial de la tripulació de Hamelin el 1801, va enviar un vaixell a terra per recuperar la placa que hi havia deixat de Vlamingh. Aquesta va ser enviada a París on el 1947 va ser retornada a Austràlia i que actualment es pot veure al Western Australian Museum de Fremantle, Austràlia Occidental. L'expedició Baudin també va deixar una nova placa a l'illa el 16 de juliol de 1801.
El 1869, Francis Louis von Bibra (fill de Franz Ludwig von Bibra, un dels primers europeus en establir-se a Tasmània) va rebre un contracte d'arrendament a l'illa. Von Bibra va establir-hi ovelles i hi va comerciar guano des de les seves badies.
L'illa era considerada com un lloc ideal per a la cria d'ovelles, ja que no hi havia perill d'invasió de conills. L'any 1909 ja hi havia un ramat d'unes 12.000 ovelles i produïa aproximadament 400 bales de llana.
El 16 de març de 2008, el primer ministre australià Kevin Rudd va anunciar que s'havien trobat les restes del naufragi del vaixell alemamny Kormoran a uns 150 km a l'oest de l'illa.